# Jugoslovenska carinska služba (1944-1991)
Jugoslovenska carinska služba je od 1944. g. nadležna za ubiranje carina, carinski nadzor i prevenciju krijumčarenja. Isprva je delovala manje stručno, u drugoj polovini svog postojanja se brzo razvijala u modernu carinsku upravu. Kasnije je dobila naziv Savezna uprava carina.

## Razvoj
Carinska služba u Socijalističkoj Jugoslaviji je nastala dana 15. novembra 1944, kad je  u okviru Državnog sekretarijata za finansije dekretom NKOJ osnovan Odsek carina. Taj dan je kasnije postao  službeni praznik jugoslovenske carinske službe.
U razvoju carinske službe razlikujemo dva vremenska razdoblja. U razdoblju između 1944. do 1964. je bilo tipično, da je državna vlast zadržala potpun monopol i nadzor nad odlučivanjem o carinskim procedurama:
Država je nastojala promeniti propise Kraljevine Jugoslavije jer je sa nepoverenjem gledala na stare carinske propise. U početnim godinama dejstvovanja  posebnu teškoću je predstavljalo nedostatak potpunih propisa - sve usmerenja su dolazila »od gore«, jer su organi NKOJ odlučivali šta sme koja firma uvoziti i koliko uvoznih dažbina mora platiti, tako, da je carinska služba imala težak zadatak evidentiranja robe i nadziranja nad takvom robom. Uprkos tome u tom razdoblju se već pojavio prvi socijalistički carinski zakon, koji je definisao ovlašćenja carinske službe, čime je carinska služba ograničena na nadzornu funkciju i na funkciju evidentiranja robe. Godine 1952. g. je usvojena carinska tarifa, pri čemu je bilo obračunavanje dažbina previđeno po specijalnom sistemu koeficijenata, tako, da su dažbine izračunavane na osnovi razlike u cenama. Tipična upotreba uvoznih i izvoznih koeficijenata u razdoblju među 1952 i 1964 je imati za posledicu, da je uloga carinjenja robe imala veći smisao. Zbog toga se pojavila potreba za više propisa, koji bi uređivali carinski sistem. Jugoslavija se takođe sa prihvatanjem međunarodnih konvencija počela uključivati u međunarodnu privredu. Sve to je imalo za posledicu postepeno popuštanje planskoga nadzora države. Jugoslavija je 1963. g. pristupila sporazumu GATT, koji je predvideo postepeno sniženje carina, sistem koeficijenata pa je se počelo postepeno zamenjivati sa procentima prema carinskoj tarifi.
Drugo vremensko razdoblje razvijanja jugoslovenske carinske službe je počelo 1965.g. Te godine je usvojen Zakon o carinskoj tarifi, koji je pojasnio smisao pri carinjenja robe, takođe je već od 1960. g. počela rasti domaća proizvodnja i posledično jačati robni promet sa inostranstvom - sve to je jako brzo povećavalo smisao carinske službe. U drugom razdoblju je brzo postavljena carinska mreža u većim industrijskim centrima, poboljšana je kadrovska struktura, od 1967. g. carina je pod imenom Savezna uprava carina  počela delovati kao samostalna služba, koji je bila direktno podređena Saveznom izvršnom veću. Leta 1973 je usvojen potpuno moderan carinski zakon, koji je podrobno regulisao pojedine carinske procedure, sadržao je takođe brojna pojednostavljenja procedura. Ako su neposredno po ratu pri uvozu robe prevladavati kafa, obuća, odeća, kozmetika i slično, u razdoblju posle 1965. g. već su se pojavili najrazličitiji artikli, npr. razni poljoprivredni uređaji.  Vanredni razvoj je doživelo carinsku tarifiranje, već oko 1970. pa je došlo do početnog uvođenja kompjuterizacije.

## Nadležnosti jugoslovenske carine
Carinskog služba je u prvim godinama postojanja imala zadatak evidentiranja robe i nadzora nad uvozom i izvozom robe i dakle nije bila carinska služba u pravom smislu reči, kasnije pa je sa razvijanjem carinskog tarifiranja preuzeli klasični zadatak carinskih službi: ubiranje carina odnosno carinjenje robe.

## Organizacija

### Carinarnice i drugi carinski organi
Carinska uprava je u početnom razdoblju doživljavala brojne promene: od 1947.g. do 1951.g. je delovala u sklopu Ministarstva za spoljnu trgovinu, od 1951.g. do 1952.g. u sklopu Ministarstva za finansije, od 1952.g. do 1953.g. u sklopu Privredne komore FNRJ, od 1956.g. do 1967.g. pod Državnim sekretarijatom za finansije, zatim je bila samostalna Savezna uprava carina podređena neposredno Saveznom izvršnom veću.
Za carinske zadatke su bile već od svoga početka postojanja carinske službe u vremenu jugoslovenskog socijalizma zadužene individualne carinarnice. 
U vreme administrativnog upravljanja, razvoj carinske službe bio je dosta usporen, i njena uloga je bila periferna u sistemu spoljnotrgovinske razmene. Iz tih razloga lokacija carinarnica i carinskih odeljaka bila je na granici, i u samo nekoliko najrazvijenijih privrednih centara u zemlji. Do 1963.g. sprovedene su važne organizacione promene, tako da je na kraju ovog perioda bilo ukupno 33 carinarnice. Period od 1963.g. do 1984.g. poznat je po snažnom organizacionom razvoju službe, kada se težilo njenom približavanju potrebama privrede.
Tada je mreža organizacionih jedinica bila prilično razvijena i ravnomerno raspoređena. Osnovano je 8 carinarnica, 160 carinskih ispostava i referata, 9 carinskih laboratorija i 5 regionalnih jedinica ERC-a za automatsku obradu podataka..

### Kadrovska politika
Godine 1945 je u carinarnicama radilo oko 4.000 ljudi, šta je bila posledica zadataka financijskih straža, kako su se radni zadaci carinske službe smanjivali, 1953. g.  uposleno je samo 760 radnika carine. 1982. g. je carinska služba imala oko 4.700 zaposlenih.

### Carinske laboratorije
Carinska laboratorija je za modernu carinsku službu tehnička podrška cariniku, pri čemu je kod analize uzoraka značajan zadatak ovakve laboratorije i tarifiranje robe. U Jugoslaviji je postojalo 12 carinskih laboratorija. Carinska laboratorija u Ljubljani je delovala kontinuirano od leta 1964.g, od 1967.g postojala je i carinska laboratorija u Mariboru. 

### Kompjuterizacija službe
U godinama 1970-1975. je došlo do početka  kompjuterizacije u carinskoj službi: iako su mnogi poslovi (obračuni) radeni ručno, podaci iz carinskih dokumenata (deklaracija) u specijalnim elektronskim računskim centrima unošeni su u računare, iz svih centara, a podaci zatim slati u Beograd, gde je elektronski kontrolisana ispravnost podataka.

### Nazivi
Nazivi radnih mesta u carinskoj službi 1962:
- Carinik sa srednjom školom
- Carinik sa višom školom
- Šef organizacione jedinice sa višom školom
- Carinik sa visokom školom
- Šef organizacione jedinice sa visokom školom

## Carinskog uniforma
Prvobitne uniforme su bile isprva crne boje za straže i od 1952. g, svetlo-oker za više carinske službenike.
Proširio se broj radnika koji su morali nositi uniformu. Zimska uniforma iz tog vremena govori o kontinuitetu carinske odnosno financijske straže, jer maslinasto-smeđa uniforma jugoslovenskih carinika iz 1962. g. u dve trećine kombinuje elemente iz stare predvojne uniforme finansijske kontrole, samo u jedne trećine pa elemente iz stare predvojne carinske uniforme.Od 1962. g. je boja uniformi promenjena u maslinasto-smeđu odnosno kaki boju, koja se održala sve do 2006.g.  Od 1962. g. su u carinskoj službi počeli koristiti službene značke: u razdoblju 1962-1971. g. je bila značka sa grbom Jugoslavije, koji je imao ispod prikaz SFRJ stilizirane granično, od 1967. g. je bila značka sa znakom »C« (u smislu carina), od leta 1976. g. je trougla značka, navrh koje je bio jugoslovenski grb, ispod identifikacijska brojka carinskog radnika. Na toj poslednjoj znački u identifikacijskem polju prvi dva brojа su označavala carinarnice.: Beograd 11, Ljubljana oznakom 61, Maribor 67, Nova Gorica 68 i Sežana 69. Od 1971. g. carinici su na rukavima nosili položajne oznake u obliku "zlatnih" trakama.
Jugoslovenski carinici većinom nisu bili naoružani. Već godine 1948. je bilo predviđeno, da su carinici na granici lako naoružani sa revolverom. Ali takvo uređenje se nije održalo. Posle tri decenije, koliko je carina  bila nenaoružana, 1987. g. carinici su određenim okolnostima i sa posebnim ovlašćenjima opet mogli nositi oružje.

## Raspadanje Jugoslavije
Raspadom SFRJ 1991. godine i formiranjem SRJ dolazi do velikog smanjenja broja carinarnica, tačnije od 40 ostalo ih je svega 14. Otvoreni su novi granični prelazi prema bivšim republikama i nastavljen je kontinuitet procesa rada. Do 2001. godine carinska služba je bila savezni organ i direktno je bila odgovorna saveznoj vladi.

## Naslednice
- Srbija: Uprava carina
- Crna Gora: Uprava carina
- Bosna i Hercegovina: Uprava za indirektno oporezivanje
- Hrvatska Carinska uprava
- Slovenija: Carinska uprava
- Severna Makedonija: Carinska uprava